# زگنیتس
زگنیتس (به آلمانی: Segnitz) یک شهر در آلمان است که در کیتسینگن واقع شده‌است.